# Mareike Wehrmann
Mareike Wehrmann ist eine Kostümbildnerin, die u. a. am Schauspiel Frankfurt arbeitet. Sie arbeitet auch unter ihrem Künstlernamen Marijke Wehrmann.

## Künstlerischer Werdegang
Wehrmann studierte an der Fahmoda Akademie in Hannover Modedesign und Damenmaßschneiderei. Bevor sie studierte hospitierte sie am Schauspiel Frankfurt und assistierte dort bei »Deutschland. Ein Wintermärchen«. Nach ihrem Studium arbeitete sie als Garderobiere bei Film und Fernsehen in Köln. Ab 2017 war sie als Kostümassistentin am Schauspiel Frankfurt engagiert. Seit 2019 arbeitet sie als freie Kostümbildnerin.
Sie hat u. a. mit Anselm Weber, Kornelius Eich und Stefan Graf zusammengearbeitet.

## Kostüme (Auswahl)
- 2018 Im Dickicht der Einzelheiten von Wilhelm Genazino am Schauspiel Frankfurt | Regie: Anselm Weber[5]
- 2018 Abschied von den Eltern von Peter Weiss am Schauspiel Frankfurt | Regie: Kornelius Eich[6]
- 2019 Unvollkommene Umarmung von Antje Rávik Strubel am Schauspiel Frankfurt | Regie: Anselm Weber[7]
- 2019 Der Weg zum Glück von Ingrid Lausund am Schauspiel Frankfurt | Regie: Stefan Graf[8]
- 2020 Alles ist groß von Zsuzsa Bánk am Schauspiel Frankfurt | Regie: Kornelius Eich[9]
- 2021 Ich bin der Wind von Jon Fosse an den Landungsbrücken Frankfurt | Regie: Kornelius Eich[10]
- 2021 Zeit des Lebens von Evelyne de la Chenelière an den Landungsbrücken Frankfurt | Regie: Kornelius Eich[11]